# 1030年代
| 千纪： | 2千纪                                                                                            |
| 世纪： | 10世纪 \| 11世纪 \| 12世纪                                                                       |
| 年代： | 1000年代 \| 1010年代 \| 1020年代 \| 1030年代 \| 1040年代 \| 1050年代 \| 1060年代                 |
| 年份： | 1030年 \| 1031年 \| 1032年 \| 1033年 \| 1034年 \| 1035年 \| 1036年 \| 1037年 \| 1038年 \| 1039年 |

1030年代是指1030年至1039年的十年。

## 大事记
- 1030年：欧阳修於省試第一，同年參加殿試，名列甲科第14名，22歲之齡中進士。

### 拜占庭帝國
- 皇帝羅曼努斯三世率领拜占庭远征军（20,000人）夺取安条克。阿勒颇的米爾達西王朝埃米尔希布尔·道拉，但罗曼努斯拒绝谈判，還率领军队进攻阿勒颇。拜占庭军队在阿扎兹附近扎营，他们被米尔达西王朝的贝都因人军队包围，食物和水源被切斷。8月10日，罗曼努斯三世下令撤退至安条克。[1]